# Deutsche Fechtmeisterschaften 2016
Bei den Deutschen Fechtmeisterschaften 2016 wurden Einzel- und Mannschaftswettbewerbe im Fechtsport beim Fecht-Club in Tauberbischofsheim sowie in Grünwald und Leipzig ausgetragen. Der TSV Grünwald übernahm kurzfristig die Ausrichtung der deutschen Säbel-Meisterschaften. Die Meisterschaften wurden vom Deutschen Fechter-Bund organisiert.

## Degen
Die Deutschen Meisterschaften 2016 fanden vom 7. bis 8. Mai 2016 in Leipzig statt. Am 7. Mai wurden die Einzelwettbewerbe ausgefochten, am 8. Mai die Mannschaftswettbewerbe.

### Herrendegen
| Platz | Sportler            | Verein                  |
| ----- | ------------------- | ----------------------- |
| 1     | Richard Schmidt     | FC Tauberbischofsheim   |
| 2     | Fabian Herzberg     | TSV Bayer 04 Leverkusen |
| 3     | Constantin Böhm     | Heidenheimer SB         |
| 3     | Raphael Steinberger | WMTV Solingen           |

### Herrendegen (Mannschaft)
| Platz | Verein                  | Sportler                                                      |
| ----- | ----------------------- | ------------------------------------------------------------- |
| 1     | Heidenheimer SB         | Stephan Rein Philipp Kondring Niklas Multerer Constantin Böhm |
| 2     | TSV Bayer 04 Leverkusen | Fabian Herzberg Tim Kuchalski Falk Spautz Lukas Bellmann      |
| 3     | FC Tauberbischofsheim   | Richard Schmidt Rico Braun Samuel Unterhauser Lukas Knechtl   |

### Damendegen
| Platz | Sportler           | Verein                |
| ----- | ------------------ | --------------------- |
| 1     | Nadine Stahlberg   | FC Offenbach          |
| 2     | Ricarda Multerer   | Heidenheimer SB       |
| 3     | Beate Christmann   | FC Tauberbischofsheim |
| 3     | Vanessa Riedmüller | Heidenheimer SB       |

### Damendegen (Mannschaft)
| Platz | Verein          | Sportler                                                            |
| ----- | --------------- | ------------------------------------------------------------------- |
| 1     | WMTV Solingen   | Janna Reimer Stephanie Suhrbier Kim Treudt-Gösser Simone Keimburg   |
| 2     | Heidenheimer SB | Alexandra Ehler Vanessa Riedmüller Ricarda Multerer Anna Hornischer |
| 3     | FC Offenbach    | Nadine Stahlberg Alicia Zahn Laura Saric Abigail Stech              |

## Florett
Die Deutschen Einzel- und Mannschaftsmeisterschaften 2016 wurden am 19. (Einzel) und 20. März 2016 (Mannschaft) in Tauberbischofsheim ausgefochten.

### Herrenflorett
| Platz | Sportler          | Verein      |
| ----- | ----------------- | ----------- |
| 1     | Peter Joppich     | CTG Koblenz |
| 2     | André Sanita      | OFC Bonn    |
| 3     | Marius Braun      | OFC Bonn    |
| 3     | Magnus Hamlescher | OFC Bonn    |

### Herrenflorett (Mannschaft)
| Platz | Verein                | Sportler                                                 |
| ----- | --------------------- | -------------------------------------------------------- |
| 1     | TSG Weinheim          | Luis Klein Georg Dörr Felix Klein Ciaran Veitenheimer    |
| 2     | OFC Bonn              | Dominik Schoppa André Sanita Paul Tenbergen Marius Braun |
| 3     | FC Tauberbischofsheim | Tom Gombos Niklas Uftring Lucas Lehmann Alexander Kahl   |

### Damenflorett
| Platz | Sportler            | Verein                |
| ----- | ------------------- | --------------------- |
| 1     | Carolin Golubytskyi | FC Tauberbischofsheim |
| 2     | Tamina Knauer       | FC Tauberbischofsheim |
| 3     | Stephanie Romanus   | FC Leipzig            |
| 3     | Anne Sauer          | FC Tauberbischofsheim |

### Damenflorett (Mannschaft)
| Platz | Verein                | Sportler                                                    |
| ----- | --------------------- | ----------------------------------------------------------- |
| 1     | FC Tauberbischofsheim | Eva Hampel Anne Sauer Leandra Behr Carolin Golubytskyi      |
| 2     | FC Moers              | Luise Greiffer Hannah Fenger Pia Ueltgesforth Johanna Féron |
| 3     | OFC Bonn              | Franziska Schmitz Julia Braun Mona Stephan Charlotte Krause |

## Säbel
Die Deutschen Einzel- und Mannschaftsmeisterschaften 2016 wurden vom 12. bis 13. März 2016 in Grünwald ausgetragen (Einzel am Samstag, Mannschaft am Sonntag).

### Herrensäbel
| Platz | Sportler           | Verein             |
| ----- | ------------------ | ------------------ |
| 1     | Max Hartung        | TSV Bayer Dormagen |
| 2     | Benedikt Wagner    | TSV Bayer Dormagen |
| 3     | Maximilian Kindler | TSG Eislingen      |
| 3     | Richard Hübers     | TSV Bayer Dormagen |

### Herrensäbel (Mannschaft)
| Platz | Verein                | Sportler                                                      |
| ----- | --------------------- | ------------------------------------------------------------- |
| 1     | TSV Bayer Dormagen    | Domenik Koch Matyas Szabo Rouven Redwanz Benedikt Wagner      |
| 2     | TSG Eislingen         | Simon Rapp Maximilian Kindler Thomas Schaich Frederic Kindler |
| 3     | FC Tauberbischofsheim | Carsten Wüst Andreas Falb Constantin Krause Björn Hübner      |

### Damensäbel
| Platz | Sportler           | Verein                  |
| ----- | ------------------ | ----------------------- |
| 1     | Anna Limbach       | TSV Bayer Dormagen      |
| 2     | Sibylle Klemm      | TSV Bayer Dormagen      |
| 3     | Alexandra Bujdosó  | Königsbacher SC Koblenz |
| 3     | Ann-Sophie Kindler | TSG Eislingen           |

### Damensäbel (Mannschaft)
| Platz | Verein                | Sportler                                                           |
| ----- | --------------------- | ------------------------------------------------------------------ |
| 1     | TSV Bayer Dormagen    | Anna Limbach Sibylle Klemm Stefanie Kubissa Judith Kusian          |
| 2     | FC Tauberbischofsheim | Kira Eifler Laura Breitkreutz Nele Eifler                          |
| 3     | TSG Eislingen         | Ann-Sophie Kindler Julia Preßmar Valentina Volkmann Carol-Ann Kuhn |